# سو سونگ
{{Infobox person
|name=سو سونگ
|image=蘇頌全身.jpg
|image width=
|birth_date=۱۰۲۰
|birth_place
- Enمدرس دیپلمات‌های مهندسی

سو سونگ (انگلیسی: Su Song; 1020 – ۱۱۰۱ (۸۰−۸۱ سال)) یک همه‌چیزدان اهل چین بود.
وی در زمینه‌های مهندسی عمران، ستاره‌شناسی، جانورشناسی، داروسازی، سیاست، ریاضیات، تولید تجهیزات علمی، گیاه‌شناسی، متالورژی، اختراع، معماری، مهندسی مکانیک، مهندسی هیدرولیک، نقشه‌کشی، و نویسندگی فعالیت داشت